# リトル・ドラマー・ボーイ
「リトル・ドラマー・ボーイ」（英語: The Little Drummer Boy、発表時の題名：Carol of the Drum）は、アメリカ合衆国の作曲家、キャサリン・ケニコット・デーヴィス（ Katherine Kennicott Davis）が1941年に作曲・発表したクリスマス・ソングである 。
これまでに多くのミュージシャンがカバーしており、1955年にトラップ家族合唱団が、1958年にはハリー・シメオン・コラール（The Harry Simeone Chorale）がそれぞれカバーしている。
歌詩は4番まであり、その内容は貧しい生まれの男の子が東方の三博士に呼ばれてベツレヘムへ行き、「お金がないので贈り物はできない」とマリアの許しを得て、生まれたばかりのイエスの前でドラムをたたいたら、イエスが微笑んでいたというもの。ドラムの音が「パ・ラパパンパン」と繰り返されるのが印象的である  。